# Čakov (kraj środkowoczeski)
Čakov – gmina w Czechach, w powiecie Benešov, w kraju środkowoczeskim. Według danych z dnia 1 stycznia 2023 liczyła 127 mieszkańców.